# Герб Маньківського району
Герб Маньківського району — офіційний символ Маньківського району, затверджений 15 серпня 2006 р. рішенням сесії районної ради.

## Опис
На лазуровому щиті з пониженою срібною балкою золоте коло, на якому срібний лелека з розгорнутими крилами; на балці - три червоні восьмипроменеві зірки, розділені на ромби, в ряд. Над щитом золота мурована корона. З боків щит обрамлено золотими пшеничними колосками, дубовими гілками з листям і кетягами калини, оповитими знизу червоною стрічкою з золотим написом "Маньківський район".